# Almanak van vernuft en smaak
De Almanak van vernuft en smaak was een almanak die tussen 1790 en 1817 verscheen.

## Geschiedenis
De Almanak van vernuft en smaak werd vanaf het jaar 1790 te Amsterdam uitgegeven door de weduwe J. Dóll, Catharina Egges, weduwe van de boekhandelaar Jan Dóll. De uitgave werd in latere jaren geredigeerd door haar dochter Catharina Maria Dóll Egges (1776-1835). De almanak bevatte de gebruikelijke praktische informatie, zoals kalender, maar ook bijvoorbeeld de momenten waarop de poortklok van Amsterdam luidde en de dienstregeling van de trekschuiten van en naar Amsterdam, maar het corpus wordt ingenomen door Mengelingen in poëzie en proza. De almanak was tevens voorzien van enkele illustraties. De uitgave verscheen op klein formaat, gebonden in een eenvoudige kartonnen, geïllustreerde band.